# Ramona Kapheim
Ramona Kapheim (Strasburg, 8 januari 1958) is een Duits roeister.
Kapheim won tijdens de wereldkampioenschappen 1979 de zilveren medaille in de acht. Een jaar later tijdens de Olympische Zomerspelen 1980 in Moskou won Kapheim de gouden medaille in de vier-met-stuurvrouw.

## Resultaten

### Olympische Zomerspelen
| Jaar | Plaats | Resultaten                |
| ---- | ------ | ------------------------- |
| 1980 | Moskou | in de vier-met-stuurvrouw |

### Wereldkampioenschappen roeien
| Jaar | Plaats | Resultaten |
| ---- | ------ | ---------- |
| 1979 | Bled   | in de acht |

1976: Karin Metze & Bianka Schwede & Gabriele Lohs & Andrea Kurth & Sabine Heß ·
1980: Ramona Kapheim & Silvia Fröhlich & Angelika Noack & Romy Saalfeld & Kirsten Wenzel·
1984: Florica Lavric & Maria Fricioiu & Chira Apostol & Olga Bularda & Viorica Ioja·
1988: Martina Walther & Gerlinde Doberschütz & Carola Hornig & Birte Siech & Sylvia Rose